# Championnat d'Allemagne féminin de football 1990-1991
Navigation
Édition précédente Édition suivante
La Frauen-Bundesliga 1990-1991 est la 18e édition du championnat d'Allemagne féminin de football.
Le premier niveau du championnat féminin oppose vingt clubs allemands répartis dans deux groupes de dix équipes, en une série de dix-huit rencontres jouées durant la saison de football. Les deux meilleures équipes de chaque groupe sont qualifiées pour les demi-finales de la compétition. La phase finale consiste en deux tours de confrontations directes aller-retour, à l’exception de la finale qui se joue sur un seul match.
Les deux dernières places de chaque groupe sont synonymes de relégation en Regionalliga.
C'est la première saison où le championnat est composé de groupes avec des équipes évoluant uniquement à ce niveau. Les équipes qualifiées pour participer à cette première édition sous ce nouveau format sont la plupart du temps les champions des Regionalliga de la saison précédente, plusieurs autres équipes ont été également intégrées afin d'avoir vingt équipes dans ce championnat.
À l'issue de la saison, le TSV Siegen décroche le troisième titre de champion d'Allemagne de son histoire. Dans le bas du classement, le SV Wilhelmshaven, le FC Neukölln, le SC Bad Neuenahr et le TuS Binzen (de), sont relégués.

## Participants
Ces tableaux présentent les vingt équipes qualifiées pour disputer le championnat 1990-1991. On y trouve le nom des clubs, la date de création du club, la Regionalliga d'où il est issu, le nom des stades ainsi que la capacité de ces derniers.
Le championnat comprend deux groupes de dix équipes.
Légende des couleurs
- Champion de Deutsche Fußballmeisterschaft la saison précédente.

| \| SSG Bergisch Gladbach KBC Duisburg Fortuna Sachsenross Hanovre (en) FC Neukölln SC Poppenbüttel (de) VfB Rheine Schmalfelder SV (de) TSV Siegen SV Wilhelmshaven VfR Eintracht Wolfsburg \| Localisation des clubs engagés dans le groupe Nord du championnat. |
| SSG Bergisch Gladbach KBC Duisburg Fortuna Sachsenross Hanovre (en) FC Neukölln SC Poppenbüttel (de) VfB Rheine Schmalfelder SV (de) TSV Siegen SV Wilhelmshaven VfR Eintracht Wolfsburg                                                                          |

| Nom du club             | Date de création | Regionalliga       | Stade                            | Capacité | Nb T. |
| ----------------------- | ---------------- | ------------------ | -------------------------------- | -------- | ----- |
| SSG Bergisch Gladbach   | -                | Mittelrhein        | Stadion An der Paffrather Straße | 1 800    | 9     |
| KBC Duisburg            | 1970             | Niederrhein        | Stade inconnu                    | -        | 1     |
| FS Hanovre (en)         | 1988             | Niedersachsen      | Stadion an der Hebbelstraße      | 3 000    | /     |
| FC Neukölln             | -                | Berlin             | Hertzbergplatz                   | 2 500    | /     |
| SC Poppenbüttel (de)    | -                | Hambourg           | Stade inconnu                    | -        | /     |
| VfB Rheine              | 1986             | Niederrhein        | Jahnstadion                      | 4 009    | /     |
| Schmalfelder SV (de)    | 1986             | Schleswig-Holstein | Sportplatz Schmalfeld            | -        | /     |
| TSV Siegen              | 1971             | Westfalen          | Leimbachstadion                  | -        | 2     |
| SV Wilhelmshaven        | -                | Niedersachsen      | Stade inconnu                    | -        | /     |
| VfR Eintracht Wolfsburg | 1973             | Niedersachsen      | VfL-Stadion am Elsterweg         | 17 600   | /     |

| \| SC Bad Neuenahr Bayern Munich TuS Binzen (de) FSV Francfort SC Klinge Seckach (en) TuS Niederkirchen SG Praunheim 0VfR Sarrebruck VfL Sindelfingen VfL Ulm/Neu-Ulm (de) \| Localisation des clubs engagés dans le groupe Sud du championnat. |
| SC Bad Neuenahr Bayern Munich TuS Binzen (de) FSV Francfort SC Klinge Seckach (en) TuS Niederkirchen SG Praunheim 0VfR Sarrebruck VfL Sindelfingen VfL Ulm/Neu-Ulm (de)                                                                         |

| Nom du club            | Date de création | Regionalliga | Stade                         | Capacité | Nb T. |
| ---------------------- | ---------------- | ------------ | ----------------------------- | -------- | ----- |
| SC Bad Neuenahr        | 1907             | Rheinland    | Apollinarisstadion            | 4 580    | 1     |
| Bayern Munich          | 1970             | Bayern       | Sportpark Aschheim            | 3 000    | 1     |
| TuS Binzen (de)        | 1971             | Südbaden     | Sportplatz Neumatten          | -        | /     |
| FSV Francfort          | 1970             | Hessen       | Stadion am Bornheimer Hang    | 12 500   | 1     |
| SC Klinge Seckach (en) | 1981             | Baden        | Sportstätte beim SV Muckental | -        | /     |
| TuS Niederkirchen      | 1969             | Südwest      | Sportgelände Nachtweide       | -        | /     |
| SG Praunheim           | 1973             | Hessen       | Stadion am Brentanobad        | 5 200    | /     |
| VfR Sarrebruck         | 1990             | Saarland     | Stadion Kieselhumes           | 6 000    | /     |
| VfL Sindelfingen       | 1971             | Württemberg  | Floschenstadion               | 5 000    | /     |
| VfL Ulm/Neu-Ulm (de)   | -                | Württemberg  | Sportzentrum Böfingen         | -        | /     |

## Compétition

### Classement
Le classement est calculé avec l'ancien barème de points : une victoire vaut deux points, le match nul un et la défaite zéro.
Les critères utilisés pour départager en cas d'égalité au classement sont les suivants :
1. différence entre les buts marqués et les buts concédés sur la totalité des matchs joués dans le championnat ;
2. plus grand nombre de buts marqués sur la totalité des matchs joués dans le championnat.

| Rang | Équipe                           | Pts | J  | G  | N | P  | Bp | Bc  | Diff |
| ---- | -------------------------------- | --- | -- | -- | - | -- | -- | --- | ---- |
| 1    | TSV Siegen T                     | 33  | 18 | 15 | 3 | 0  | 85 | 7   | +78  |
| 2    | KBC Duisburg                     | 27  | 18 | 10 | 7 | 1  | 47 | 16  | +31  |
| 3    | SSG Bergisch Gladbach            | 26  | 18 | 11 | 4 | 3  | 43 | 22  | +21  |
| 4    | Schmalfelder SV (de)             | 21  | 18 | 9  | 3 | 6  | 35 | 22  | +13  |
| 5    | VfB Rheine                       | 19  | 18 | 8  | 3 | 7  | 29 | 34  | -5   |
| 6    | VfR Eintracht Wolfsburg          | 18  | 18 | 7  | 4 | 7  | 43 | 34  | +9   |
| 7    | Fortuna Sachsenross Hanovre (en) | 15  | 18 | 5  | 5 | 8  | 26 | 38  | -12  |
| 8    | SC Poppenbüttel (de)             | 11  | 18 | 3  | 5 | 10 | 25 | 35  | -10  |
| 9    | SV Wilhelmshaven                 | 10  | 18 | 4  | 2 | 12 | 25 | 56  | -31  |
| 10   | FC Neukölln                      | 0   | 18 | 0  | 0 | 18 | 8  | 102 | -94  |

| Légende : | Légende : |
| --------- | --- |
|           | Qualifié pour les Demi-finales. |
|           | Relégué en Regionalliga. |
|           | T Tenant du titre. Pts points ; G victoires ; N matchs nuls ; P défaites Bp buts marqués ; Bc buts encaissés ; Diff différence de buts |

| Rang | Équipe                 | Pts | J  | G  | N | P  | Bp | Bc | Diff |
| ---- | ---------------------- | --- | -- | -- | - | -- | -- | -- | ---- |
| 1    | FSV Francfort          | 28  | 18 | 11 | 6 | 1  | 51 | 15 | +36  |
| 2    | TuS Niederkirchen      | 26  | 18 | 12 | 2 | 4  | 65 | 21 | +44  |
| 3    | VfR Sarrebruck         | 25  | 18 | 9  | 7 | 2  | 44 | 19 | +25  |
| 4    | Bayern Munich          | 20  | 18 | 7  | 6 | 5  | 22 | 14 | +8   |
| 5    | SG Praunheim           | 20  | 18 | 7  | 6 | 5  | 24 | 32 | -8   |
| 6    | SC Klinge Seckach (en) | 18  | 18 | 5  | 8 | 5  | 20 | 26 | -6   |
| 7    | VfL Sindelfingen       | 17  | 18 | 6  | 5 | 7  | 27 | 30 | -3   |
| 8    | VfL Ulm/Neu-Ulm (de)   | 11  | 18 | 4  | 3 | 11 | 15 | 40 | -25  |
| 9    | SC Bad Neuenahr        | 8   | 18 | 3  | 2 | 13 | 13 | 52 | -39  |
| 10   | TuS Binzen (de)        | 7   | 18 | 2  | 3 | 13 | 14 | 46 | -32  |

| Légende : | Légende : |
| --------- | --- |
|           | Qualifié pour les Demi-finales.                                                                                     |
|           | Relégué en Regionalliga.                                                                                            |
|           | Pts points ; G victoires ; N matchs nuls ; P défaites Bp buts marqués ; Bc buts encaissés ; Diff différence de buts |

### Résultats
Groupe Nord
| Résultats (▼dom., ►ext.)                                   | Ber | Dui | Han | Neu  | Pop | Rhe | Schm | Sie  | Wil | Wol |
| SSG Bergisch Gladbach                                      |     | 2-2 | 4-0 | 6-0  | 2-1 | 0-2 | 1-0  | 0-2  | 2-1 | 2-2 |
| KBC Duisburg                                               | 1-2 |     | 0-0 | 4-0  | 1-1 | 7-1 | 1-1  | 1-1  | 3-1 | 5-2 |
| Fortuna Sachsenross Hanovre (en)                           | 2-2 | 1-1 |     | 4-0  | 1-0 | 3-3 | 0-2  | 1-5  | 3-0 | 2-4 |
| FC Neukölln                                                | 0-6 | 0-9 | 1-3 |      | 0-2 | 1-5 | 1-4  | 0-10 | 1-2 | 1-8 |
| SC Poppenbüttel (de)                                       | 0-2 | 0-2 | 1-1 | 7-2  |     | 1-2 | 0-0  | 1-8  | 1-2 | 0-2 |
| VfB Rheine                                                 | 1-3 | 0-1 | 0-1 | 1-0  | 1-1 |     | 4-0  | 0-5  | 2-0 | 2-0 |
| Schmalfelder SV (de)                                       | 1-1 | 1-2 | 4-0 | 7-0  | 2-1 | 1-0 |      | 0-4  | 2-0 | 2-3 |
| TSV Siegen                                                 | 4-0 | 0-0 | 6-2 | 10-0 | 5-1 | 6-0 | 3-1  |      | 5-0 | 6-0 |
| SV Wilhelmshaven                                           | 2-6 | 2-4 | 2-1 | 6-1  | 1-6 | 3-3 | 0-5  | 0-5  |     | 3-3 |
| VfR Eintracht Wolfsburg                                    | 1-2 | 1-3 | 3-1 | 8-0  | 1-1 | 1-2 | 1-2  | 0-0  | 3-0 |     |
| - Victoire à domicile - Match nul - Victoire à l'extérieur |     |     |     |      |     |     |      |      |     |     |

Groupe Sud
| Résultats (▼dom., ►ext.)                                   | Bad | ByM | Bin | Fra | Kli | Nie | Pra | Sar | Sin | Ulm |
| SC Bad Neuenahr                                            |     | 0-3 | 2-0 | 0-0 | 1-3 | 2-1 | 1-1 | 0-5 | 0-5 | 1-2 |
| Bayern Munich                                              | 2-0 |     | 2-0 | 1-0 | 5-0 | 0-3 | 0-0 | 1-1 | 1-0 | 0-0 |
| TuS Binzen (de)                                            | 0-2 | 0-2 |     | 1-6 | 1-4 | 0-4 | 2-3 | 2-3 | 0-3 | 3-0 |
| FSV Francfort                                              | 5-0 | 1-0 | 5-0 |     | 1-1 | 1-1 | 3-3 | 2-2 | 5-2 | 2-1 |
| SC Klinge Seckach (en)                                     | 2-1 | 0-0 | 1-1 | 1-1 |     | 0-2 | 2-0 | 0-0 | 0-1 | 2-1 |
| TuS Niederkirchen                                          | 7-1 | 4-2 | 4-0 | 1-5 | 7-1 |     | 0-1 | 6-1 | 5-1 | 2-1 |
| SG Praunheim                                               | 3-1 | 1-0 | 1-1 | 0-6 | 1-1 | 1-8 |     | 0-3 | 4-0 | 2-1 |
| VfR Sarrebruck                                             | 6-0 | 1-1 | 4-0 | 0-2 | 1-0 | 1-1 | 2-1 |     | 2-2 | 7-0 |
| VfL Sindelfingen                                           | 1-0 | 1-1 | 0-3 | 1-2 | 2-2 | 3-2 | 1-1 | 1-1 |     | 0-1 |
| VfL Ulm/Neu-Ulm (de)                                       | 6-1 | 2-0 | 0-0 | 0-4 | 0-0 | 0-7 | 0-1 | 0-4 | 0-3 |     |
| - Victoire à domicile - Match nul - Victoire à l'extérieur |     |     |     |     |     |     |     |     |     |     |

### Phase finale
|  |              |               |               |                   |   |   |  |  |  |  |  |  |                         |  |  |  |
|  |              |               |               |                   |   |   |  |  |  |  |  |  |                         |  |  |  |
|  |              |               |               |                   |   |   |  |  |  |  |  |  | Leimbachstadion, Siegen |  |  |  |
|  |              |               |               |                   |   |   |  |  |  |  |  |  |                         |  |  |  |
|  |              |               |               |                   |   |   |  |  |  |  |  |  |                         |  |  |  |
|  |              |               |               |                   |   |   |  |  |  |  |  |  |                         |  |  |  |
|  |              |               |               |                   |   |   |  |  |  |  |  |  |                         |  |  |  |
|  | 1er Gr. Nord | TSV Siegen    | 2             | 2                 |   |   |  |  |  |  |  |  |                         |  |  |  |
|  | 1er Gr. Nord | TSV Siegen    | 2             | 2                 |   |   |  |  |  |  |  |  |                         |  |  |  |
|  |              |               | 2e Gr. Sud    | TuS Niederkirchen | 0 | 3 |  |  |  |  |  |  |                         |  |  |  |
|  |              |               |               |                   | 0 | 3 |  |  |  |  |  |  |                         |  |  |  |
|  |              |               |               |                   |   |   |  |  |  |  |  |  |                         |  |  |  |
|  |              |               |               |                   |   |   |  |  |  |  |  |  |                         |  |  |  |
|  | TSV Siegen   | TSV Siegen    | 4             | 4                 |   |   |  |  |  |  |  |  |                         |  |  |  |
|  | TSV Siegen   | TSV Siegen    | 4             | 4                 |   |   |  |  |  |  |  |  |                         |  |  |  |
|  |              |               | FSV Francfort | FSV Francfort     | 2 | 2 |  |  |  |  |  |  |                         |  |  |  |
|  |              |               |               |                   | 2 | 2 |  |  |  |  |  |  |                         |  |  |  |
|  |              |               |               |                   |   |   |  |  |  |  |  |  |                         |  |  |  |
|  |              |               |               |                   |   |   |  |  |  |  |  |  |                         |  |  |  |
|  | 1er Gr. Sud  | FSV Francfort | 3             | 5                 |   |   |  |  |  |  |  |  |                         |  |  |  |
|  | 1er Gr. Sud  | FSV Francfort | 3             | 5                 |   |   |  |  |  |  |  |  |                         |  |  |  |
|  |              |               | 2e Gr. Nord   | KBC Duisburg      | 2 | 0 |  |  |  |  |  |  |                         |  |  |  |
|  |              |               |               |                   | 2 | 0 |  |  |  |  |  |  |                         |  |  |  |
|  |              |               |               |                   |   |   |  |  |  |  |  |  |                         |  |  |  |
|  |              |               |               |                   |   |   |  |  |  |  |  |  |                         |  |  |  |
|  |              |               |               |                   |   |   |  |  |  |  |  |  |                         |  |  |  |
|  |              |               |               |                   |   |   |  |  |  |  |  |  |                         |  |  |  |

## Bilan de la saison
| Championnat d'Allemagne féminin de football 1990-1991 |                        |
| Champion                                              | TSV Siegen (3e titre)  |
| Dauphin                                               | FSV Francfort          |
| Coupes et trophées                                    |                        |
| Vainqueur DFB-Pokal Frauen 1990-1991                  | Grün-Weiß Brauweiler   |
| Promotions et relégations                             |                        |
| Promus en Frauen-Bundesliga                           | TuS Ahrbach            |
| Promus en Frauen-Bundesliga                           | FC Erzgebirge Aue      |
| Promus en Frauen-Bundesliga                           | Tennis Borussia Berlin |
| Promus en Frauen-Bundesliga                           | Grün-Weiß Brauweiler   |
| Promus en Frauen-Bundesliga                           | USV Iéna               |
| Promus en Frauen-Bundesliga                           | TSV Louisbourg (de)    |
| Relégués en Regionalliga                              | SV Wilhelmshaven       |
| Relégués en Regionalliga                              | FC Neukölln            |
| Relégués en Regionalliga                              | SC Bad Neuenahr        |
| Relégués en Regionalliga                              | TuS Binzen (de)        |